# Internationale Cricket-Saison 2001/02
Die internationale Cricket-Saison 2001/02 fand zwischen September 2001 und April 2002 statt. Als Wintersaison wurden vorwiegend Heimspiele der Mannschaften aus Südasien, der Karibik und Ozeanien ausgetragen. Die ausgetragenen Tests der internationalen Touren bildeten die Grundlage für die ICC Test Championship. Die ODI bildeten den Grundstock für die ICC ODI Championship.

## Überblick

### Internationale Touren
| Beginn            | Heimteam    | Auswärtsteam | Resultate | Resultate | Artikel |
| Beginn            | Heimteam    | Auswärtsteam | Test      | ODI       | Artikel |
| ----------------- | ----------- | ------------ | --------- | --------- | ------- |
| 7. September 2001 | Simbabwe    | Südafrika    | 0–1 [2]   | 0–3 [3]   | Artikel |
| 3. Oktober 2001   | Simbabwe    | England      |           | 0–5 [5]   | Artikel |
| 3. November 2001  | Südafrika   | Indien       | 1–0 [2]   |           | Artikel |
| 8. November 2002  | Australien  | Neuseeland   | 0–0 [3]   |           | Artikel |
| 8. November 2001  | Bangladesch | Simbabwe     | 0–1 [2]   | 0–3 [3]   | Artikel |
| 13. November 2001 | Sri Lanka   | West Indies  | 3–0 [3]   |           | Artikel |
| 3. Dezember 2001  | Indien      | England      | 1–0 [3]   | 3–3 [6]   | Artikel |
| 14. Dezember 2001 | Australien  | Südafrika    | 3–0 [3]   |           | Artikel |
| 18. Dezember 2001 | Neuseeland  | Bangladesch  | 2–0 [2]   |           | Artikel |
| 27. Dezember 2001 | Sri Lanka   | Simbabwe     | 3–0 [3]   |           | Artikel |
| 9. Januar 2002    | Bangladesch | Pakistan     | 0–2 [2]   | 0–3 [3]   | Artikel |
| 31. Januar 2002   | Pakistan    | West Indies  | 2–0 [2]   | 2–1 [3]   | Artikel |
| 13. Februar 2002  | Neuseeland  | England      | 1–1 [3]   | 3–2 [5]   | Artikel |
| 21. Februar 2002  | Indien      | Simbabwe     | 2–0 [2]   | 3–2 [5]   | Artikel |
| 22. Februar 2002  | Südafrika   | Australien   | 1–2 [3]   | 1–5 [7]   | Artikel |

### Internationale Turniere
| Beginn           | Turnier                                     | Land                         |
| ---------------- | ------------------------------------------- | ---------------------------- |
| 29. August 2001  | Asian Test Championship 2001/02             | Pakistan, Sri Lanka          |
| 5. Oktober 2001  | Standard Bank Triangular Tournament 2001/02 | Südafrika                    |
| 26. Oktober 2001 | Khaleej Times Trophy 2001/02                | Vereinigte Arabische Emirate |
| 8. Dezember 2001 | LG Abans Triangular Series 2001/02          | Sri Lanka                    |
| 11. Januar 2002  | VB Series 2001/02                           | Australien                   |
| 8. April 2002    | Sharjah Cup 2001/02                         | Vereinigte Arabische Emirate |

### Internationale Touren (Frauen)
| Beginn           | Heimteam   | Auswärtsteam | Resultate | Resultate | Artikel |
| Beginn           | Heimteam   | Auswärtsteam | WTest     | WODI      | Artikel |
| ---------------- | ---------- | ------------ | --------- | --------- | ------- |
| 6. Januar 2002   | Indien     | England      | 0–0 [3]   | 5–0 [3]   | Artikel |
| 20. Januar 2002  | Sri Lanka  | Pakistan     |           | 6–0 [6]   | Artikel |
| 20. Februar 2002 | Australien | Neuseeland   |           | 3–0 [3]   | Artikel |
| 1. März 2002     | Neuseeland | Australien   |           | 1–2 [3]   | Artikel |
| 7. März 2002     | Südafrika  | Indien       | 0–1 [1]   | 2–1 [3]   | Artikel |

## Nationale Meisterschaften
Aufgeführt sind die nationalen Meisterschaften der Full Member des ICC.
| Land                               | First-Class                         | List A                                      |
| ---------------------------------- | ----------------------------------- | ------------------------------------------- |
| Australien                         | Sheffield Shield 2001/02            | ING Cup 2001/02                             |
| Bangladesch                        | National Cricket League 2001/02     | IMT National Cricket League One-Day 2001/02 |
| Indien                             | Ranji Trophy 2001/02                | Ranji Trophy One Day 2001/02                |
| Duleep Trophy 2001/02              | Deodhar Trophy 2001/02              |                                             |
| Irani Cup 2001/02                  | NKP Salve Challenger Trophy 2001/02 |                                             |
| Neuseeland                         | State Championship 2001/02          | State Shield 2001/02                        |
| Pakistan                           | Quaid-e-Azam Trophy 2001/02         | One Day National Tournament 2001/02         |
| PCB Patron’s Trophy 2001/02        |                                     |                                             |
| Simbabwe                           | Logan Cup 2001/02                   |                                             |
| Sri Lanka                          | Premier Championship 2001/02        | Premier Limited Overs Tournament 2001/02    |
| Südafrika                          | SuperSport Series 2001/02           | Standard Bank Cup 2001/02                   |
| West Indies                        | Busta Cup 2001/02                   | Red Stripe Bowl 2001/02                     |
| Busta International Shield 2001/02 |                                     |                                             |